# Alberto Contador

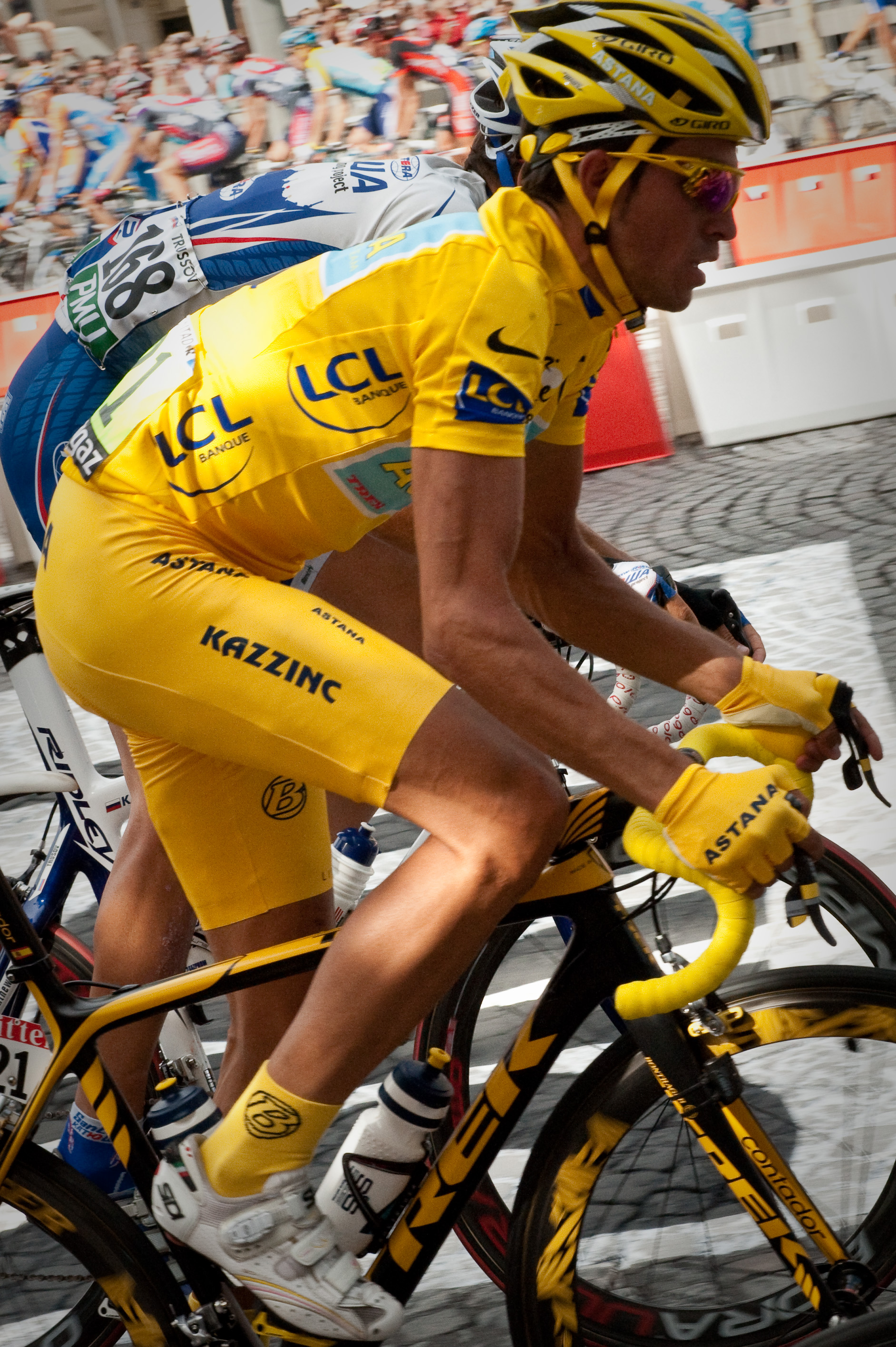
Alberto Contador under Tour de France 2009.

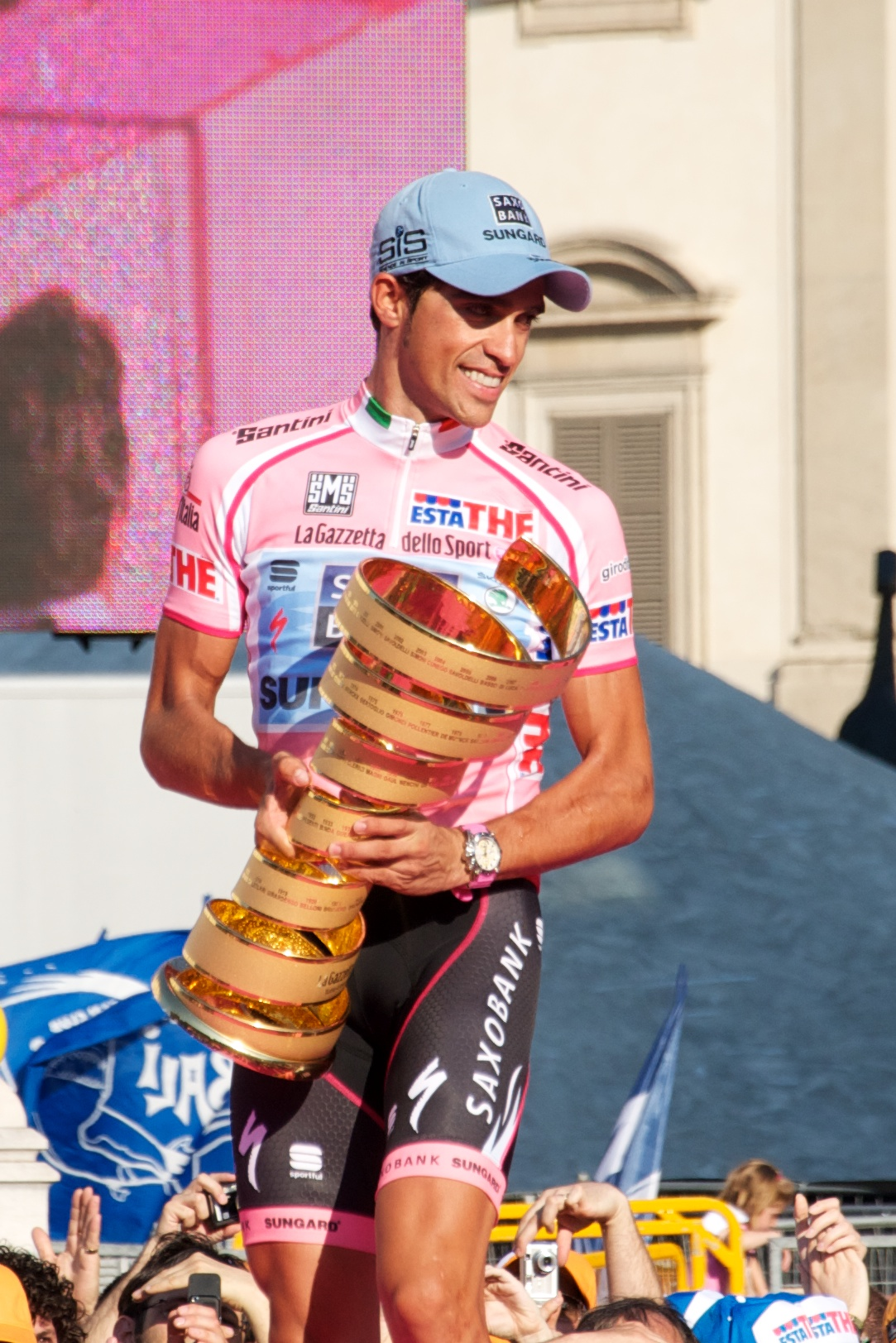
Alberto Contador firar segern i Giro d'Italia 2011, en titel han senare fråntogs.

Alberto Contador Velasco, född 6 december 1982 i Madrid, är en spansk professionell landsvägscyklist som tävlar för det amerikanska UCI Pro Tour-laget Trek-Segafredo.
Contador vann Tour de France 2007 när han tävlade för Discovery Channel-stallet sedan Michael Rasmussen, som ledde tävlingen 3 minuter och 10 sekunder före Contador med fyra etapper kvar, sparkats av sitt stall Rabobank för att ha brutit mot stallets interna regler. När Contador tillhörde Astana-stallet blev han totalsegrare i Giro d'Italia 2008, Vuelta a España 2008 samt Tour de France 2009. Han vann även Tour de France 2010 och Giro d'Italia 2011, men fråntogs senare titlarna på grund av dopning. Han blev den femte cyklisten genom tiderna, och den förste spanjoren, att vinna alla tre Grand Tour-tävlingarna i landsvägscykling.
Contador är en bra klättrare och är ofta med och slåss om segern i stora etapplopp. Contadors karriär har kantats av misstankar om dopning, bland annat har franska tester visat på sådan plast som finns i blodpåsar i hans blod, ett test som inte är vetenskapligt säkerställt. Idrottens skiljedomstol dömde i februari 2012 Contador till två års avstängning sedan han testats positivt för clenbuterol i samband med hans seger i Tour de France 2010. Han förlorade således sin Tour de France-titel 2010 samt segern i 2011 års Giro d'Italia.

## Karriär

### 2005
Alberto Contador vann etapp 5 under Tour Down Under i Australien 2005.

### 2006
Contador kunde inte delta i Tour de France 2006 efter att ha pekats ut som inblandad i dopningshärvan Operación Puerto, men han och fyra av hans stallkamrater i Liberty Seguros-Würth friades från alla anklagelser den 26 juli 2006.

### 2007
Contadors största framgång är hans totalseger i etapploppet Tour de France 2007. Han övertog ledningen och den gula ledartröjan sedan dansken Michael Rasmussen sparkats ut ur tävlingen av sitt nederländska stall Rabobank efter den sextonde etappen. 
Contador hade tidigare under säsongen vunnit den prestigefyllda UCI ProTour-tävlingen Paris–Nice, ofta kallad "Loppet till solen", i mars 2007. Han övertog ledningen på den sista etappen efter att ha kört ifrån ledaren Davide Rebellin i den sista stigningen.  Han vann även en etapp och sammandraget i Vuelta a Castilla y León 2007.
I början av augusti meddelade antidopningsorganisationen World Anti-Doping Agency av man skulle granska Contador med hjälp av handlingar från doktor Werner Franke som ansett det möjligt att Contador dopat sig och Jörg Jaksche som tidigare varit stallkamrat med Contador i Liberty Seguros-Würth. Samtidigt meddelades det från Cyclassics, som är ett endagslopp i Hamburg, att Contador fått startförbud på grund av gällande dopningsrykten.

### 2008
13 februari 2008 meddelade organisationen bakom Tour de France att Astana-stallet inte kommer att bjudas in till någon av deras tävlingar under året.  Som ett resultat av detta kunde Contador därmed inte försvara sin vinst i vare sig Tour de France eller Paris–Nice från året dessförinnan. 
Istället för att köra Tour de France fick Astana-stallet, endast en vecka före start, en inbjudan till Giro d'Italia. Enligt rykten var Contador på stranden för sin första semesterdag när han nåddes av nyheten. Trots den korta förberedelsetiden övertog han ledningen efter etapp 15 och behöll den sedan utan avbrott fram till avslutningen. 21 maj 2008 stod han som segrare av Giro d'Italia. 
På hösten samma år vann han dessutom totalsegern i Vuelta a España och blev därmed den femte cyklisten att vinna samtliga Grand Tours och den nionde att vinna två under samma år.

### 2009
Contador inledde säsongen med att vinna Volta ao Algarve på ett övertygande sätt genom att komma tvåa på den tredje etappen och vinna den 33 kilometer långa tempoetappen. 
I förberedelserna inför Tour de France 2009 ställde han upp i Critérium du Dauphiné Libéré där han kom tvåa på den inledande tempoetappen, åtta sekunder efter segrande Cadel Evans, och slutade på tredje plats totalt bakom Alejandro Valverde och Evans. 
Den 26 juni 2009 vann han sin första nationstitel som professionell när han vann tempoloppet före den regerande mästaren Luis León Sánchez.
När 2009 års Tour de France inleddes var Contador den stora förhandsfavoriten. På den 15:e etappen gick Contador loss med 5,7 kilometer kvar till mål och vann till slut med 43 sekunder före luxemburgaren Andy Schleck samtidigt som han övertog den gula ledartröjan. Contador vann därefter även den 18:e ettapen, den sista tempoetappen, med en segermarginal på tre sekunder före den regerande olympiske mästaren Fabian Cancellara, och rullade till slut i mål i Paris som totalsegrare för andra gången. Segermarginalen blev 4 minuter och 11 sekunder till tvåan Andy Schleck och 5 minuter och 24 sekunder till lagkamraten Lance Armstrong. Segern innebar också att Contador därmed vunnit de fyra senaste Grand Tours som han ställt upp i.

### 2010
Contador försvarade 2010 sin titel i Tour de France från 2009 efter en tuff kamp med Andy Schleck. Han fråntogs dock denna titel i samband med dopningsavstängningen i februari 2012.

### 2011
Contador vann etapp 9 och 16 och tog hem slutsegern i Giro d’Italia. Han fråntogs dock denna titel i samband med dopningsavstängningen i februari 2012.

### 2012
Under hösten 2012 vann Contador återigen Vuelta a España sammanlagt. Han upprepade segern från 2008 när han på etapp 17 helt solo överraskade totalledaren Joaquin Rodriquez med att attackera på en relativt platt mellanetapp. Contador körde ifrån landsmannen med lite drygt 2 minuter och tog hem etappen och till slut också totalsegern. 
Under senhösten vann Contador det Italienska endagsloppet Milano - Torino före Diego Ulissi och svenske Fredrik Kessiakoff.

### 2013
2013 års stora mål var Tour de France, men Contador var inte i sitt bästa slag och slutade bara fyra.

### 2014
Contador hade en bra vårsäsong med vinster i bland annat Tirreno–Adriatico och Baskien runt. Hans stora mål för säsongen var återigen Tour de France, men spanjoren vurpade illa under etapp 10 och tvingades bryta. Fokus riktades då mot Vuelta a España, en tävling som han vann före britten Chris Froome.

### 2015
Contador fick en relativt trög start på säsongen, och lyckades inte få till några toppresultat. I maj ställde han upp i treveckorsloppet Giro d'Italia som kapten för Tinkoff-Saxo. Contador vann tävlingen före Fabio Aru och Mikel Landa, trots att han inte lyckades vinna någon etapp. Contador säkrade därmed sin andra seger i det italienska etapploppet.

### 2017
Contador inledde säsongen i Andalusien runt, där han slutade på andra plats i sammandraget. Under våren deltog han i flera etapplopp, bland annat Paris-Nice, Katalonien runt och Baskien runt i vilka han även där slutade som tvåa på podiet. I juli deltog han i vad som skulle bli hans sista Tour de France.
I augusti 2017 meddelade Contador att han skulle avsluta sin karriär efter årets säsong, och att hans sista lopp skulle bli Vuelta a España.   Efter att ha tappat flera minuter under en av det Spanska etapploppets inledande etapper fokuserade han istället på en aggressiv cykling med etappvinster som mål. Efter fler misslyckade försök vann han till slut loppets näst sista etapp, som avslutades med en målgång på Alto de l'Angliru, ofta ansedd som det mest ikoniska berget i Vuelta a España och loppets motsvarighet till Mont Ventoux i Tour de France. I sammandraget slutade han på femte plats.

## Stall
- ONCE-Eroski 2003
- Liberty Seguros-Würth 2004–2006
- Astana-Würth 2006
- Discovery Channel Pro Cycling Team 2007
- Astana Team 2008–2010
- Team Saxo - Tinkoff 2011–